# Зидброкмерланд
Зидброкмерланд (њем. Südbrookmerland) општина је у њемачкој савезној држави Доња Саксонија. Једно је од 24 општинска средишта округа Аурих. Према процјени из 2010. у општини је живјело 19.132 становника. Посједује регионалну шифру (AGS) 3452023.

## Географски и демографски подаци
Зидброкмерланд се налази у савезној држави Доња Саксонија у округу Аурих. Општина се налази на надморској висини од 3 метра. Површина општине износи 96,8 km². У самом мјесту је, према процјени из 2010. године, живјело 19.132 становника. Просјечна густина становништва износи 198 становника/km².